# 2022年世界水泳選手権セントクリストファー・ネイビス選手団
2022年世界水泳選手権セントクリストファー・ネイビス選手団は、2022年6月18日から7月3日までハンガリーのブダペストで開催された第19回世界水泳選手権のセントクリストファー・ネイビス選手団、およびその競技結果。

## 選手団
- 人員: 選手 1人

## 選手名簿・結果
| 選手                                 | 種目           | 予選      | 予選 | 準決勝   | 準決勝   | 決勝     | 決勝     |
| 選手                                 | 種目           | 結果      | 順位 | 結果     | 順位     | 結果     | 順位     |
| ------------------------------------ | -------------- | --------- | ---- | -------- | -------- | -------- | -------- |
| ジェニファー・ハーディング＝マーリン | 女子50m自由形  | 31秒80    | 75位 | 予選敗退 | 予選敗退 | 予選敗退 | 予選敗退 |
| ジェニファー・ハーディング＝マーリン | 女子100m背泳ぎ | 1分16秒28 | 42位 | 予選敗退 | 予選敗退 | 予選敗退 | 予選敗退 |